# 누적투표제
누적투표제(영어: Cumulative voting, 독일어: Kumulieren)는 개방명부제나 후보지향 선거제도에서 유권자에게 여러 표가 주어질 경우, 그 표를 특정후보에 집중해서 투표할 수 있도록 한 선거제도이다. 특정 후보에게 투표할 수 있는 표의 수는 유권자에게 주어진 표수 만큼 투표할 수 있는 경우도 있고, 그 이하의 수로 제한 되는 경우도 있다.
누적투표는 기술적으로 2가지 방식으로 이루어진다. 투표용지에 후보당 여러표를 기표할 수 있는 공간을 마련하는 방법과 후보에 기표하는 대신 숫자를 적는 방식이 있다.
누적투표제는 일반적으로 여러 정당소속 후보에 나누어 투표할 수 있는 분산투표제와 함께 사용된다.

## 영향
후보에대한 투표는 선거제도에 따라 다양하게 영향을 미친다. 후보에 대한 투표의 영향력은 정당이 제시한 명부의 순서를 변경할 수 있는 가능성이나, 당선권 밖 순위의 후보가 당선될 가능성으로 측정할 수 있다. 명부투표와 선호투표 비율에 따라 선출이 분리되어 있는 독일 함부르크 주의회의 경우 누적투표의 영향이 큰 반면, 독일 헤센주 기초의회 선거의 경우 유권자가 주어진 투표수를 다 행사하지 않은 거나, 정당에 투표한 경우 명부 순서로 우선 배정되기 때문에 명부순서에 영향을 덜 미친다.

## 투표 방식

#### 기표방식
기표방식 누적투표는 유권자에게 주어진 투표권 수 만큼 투표 용지에 기표공간이 마련되어 있다. 후보별로 표를 분배하고 싶은 만큼 기표하면된다. 물론 한 후보에게 모두 기표해도 된다. 직관적이고 투개표가 쉽다. 하지만 유권자에 부여된 표의 수가 늘어나면 투표용지 제작에 어려움이 있다. 함부르크 주의회 선거가 기표방식의 누적투표제를 사용하고 있다.

#### 숫자기입방식
숫자기입방식 누적투표제는 유권자에게 부여된 표를 분배해서 후보별로 숫자로 기입하는 방식이다. 숫자를 적는 것 외에 투표방식은 크게 다르지 않다. 하지만 숫자부여 방식의 경우 한 후보에 투표할 수 있는 표의 수가 제한되는 경우가 종종 있다. 기표방식에 비해 덜 직관적이고 개표과정이 복잡한 편이다. 복잡한 투표과정으로 무효표가 많이 나올것으로 예상되지만, 실제 숫자기입방식을 적용하고 있는 독일 바덴뷔르템베르주 기초의회선거의 무효표 비율과 기표방식의 연방하원선거의 무효표 비율을 비교해면 큰 차이가 나지 않는다.

#### 성명중복 기입방식
스위스에서 사용되는 방식으로 비어있는 투표용지를 받아, 지지 후보의 이름을 쓰는 방식이다. 이때 지지후보의 이름 여러번 쓰면 누적투표가 이루어진다. 

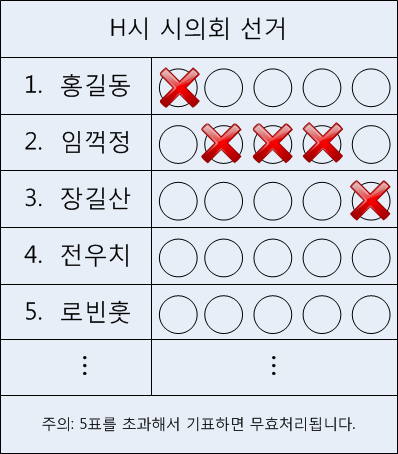
누적투표제 투표용지 예시 1 - 기표방식
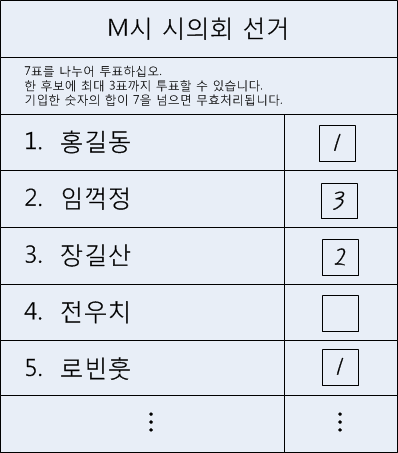
누적투표제 투표용지 예시 2 - 숫자 기입방식
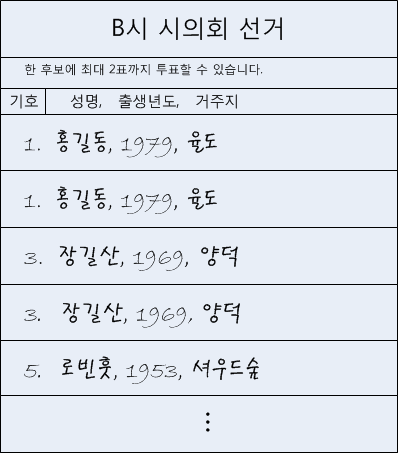
누적투표제 투표용지 예시 3 - 성명중복 기입방식

## 사용

#### 스위스
연방의회를 비롯한 모든 수준의 의회에서 누적투표제가 사용되고 있다. 스위스의 경우 특정후보에 투표할 수 있는 표의 최대수는 2표로 제한되어 있다.

#### 독일
함부르크와 브레멘 주의회 선거와 전체 16개주중 12개 주의 기초의회 선거에 누적투표제가 사용되고 있다.

#### 미국
미국의 50여개 커뮤니티에서 누적투표를 사용하고 있다. 학교운영위원회나 대학운영위원회 선출에도 사용된다. 1870년에서 1980년까지 미국 일리노이주 하원 선거에도 사용된 바 있다.

#### 노퍽섬
오스트레일리아의 자치령인 노퍽섬 의회선거에도 누적투표가 실시되고 있다. 9명의 의원을 선출하며, 유권자는 9표를 행사할 수 있으나, 특정후보에게는 최대 4표까지만 줄 수 있다.

## 같이 보기
- 분할투표제